# Kabinet-Luther II
Het Kabinet-Luther II regeerde in de Weimarrepubliek van 20 januari 1926 tot 12 mei 1926.

## Kabinet–Luther II
| Ambtsbekleder                      | Ambtsbekleder     | Ambtsbekleder                 | Functie(s)                            | Ambtstermijn     | Ambtstermijn     | Partij(en) |
| ---------------------------------- | ----------------- | ----------------------------- | ------------------------------------- | ---------------- | ---------------- | ---------- |
|                                    | Hans Luther       | Hans Luther (1879–1962)       | Rijkskanselier                        | 15 januari 1925  | 12 mei 1926      | O          |
|                                    | Wilhelm Külz      | Wilhelm Külz (1875–1948)      | Rijksminister van Binnenlandse Zaken  | 20 januari 1926  | 16 december 1926 | DDP        |
|                                    | Gustav Stresemann | Gustav Stresemann (1878–1929) | Rijksminister van Buitenlandse Zaken  | 13 augustus 1923 | 3 oktober 1929   | DVP        |
|                                    |                   | Peter Reinhold (1887–1955)    | Rijksminister van Financiën           | 20 januari 1926  | 16 december 1926 | DDP        |
|                                    | Wilhelm Marx      | Wilhelm Marx (1863–1946)      | Rijksminister van Justitie            | 20 januari 1926  | 16 juli 1926     | DZ         |
| Rijksminister van Bezette Gebieden | Wilhelm Marx      | Wilhelm Marx (1863–1946)      |                                       | 20 januari 1926  | 16 juli 1926     | DZ         |
|                                    | Julius Curtius    | Julius Curtius (1877–1948)    | Rijksminister van Economische Zaken   | 20 januari 1926  | 11 november 1929 | DVP        |
|                                    | Otto Geßler       | Otto Geßler (1875–1955)       | Rijksminister van Defensie            | 22 maart 1920    | 20 januari 1928  | DDP        |
|                                    | Heinrich Brauns   | Heinrich Brauns (1868–1939)   | Rijksminister van Arbeid              | 20 juni 1920     | 12 juni 1928     | DZ         |
|                                    | Rudolf Krohne     | Rudolf Krohne (1876–1953)     | Rijksminister van Verkeer             | 12 oktober 1924  | 30 januari 1927  | DVP        |
|                                    |                   | Heinrich Haslinde (1881–1958) | Rijksminister van Voedsel en Landbouw | 20 januari 1926  | 30 januari 1927  | DZ         |
|                                    | Karl Stingl       | Karl Stingl (1864–1936)       | Rijksminister van Posterijen          | 15 januari 1925  | 12 mei 1926      | BVP        |